# Alexander Island (Houtman Abrolhos)
L'isola Alexander è una delle cinque isole più grandi dell'Easter Group, il gruppo centrale dell'arcipelago Houtman Abrolhos, nell'Australia occidentale.
L'isola fa parte dell'area delle Houtman Abrolhos riconosciuta come Important Bird Area da parte di BirdLife International, in virtù della sua importanza per la sopravvivenza di numerose specie di uccelli marini.